# Банегас, Аллан
Аллан Александр Банегас Мурильо (исп. Allan Alexander Banegas Murillo; родился 4 октября 1993 года в Эль-Прогресо, Гондурас) — гондурасский футболист, полузащитник клуба «Марафон» и сборной Гондураса. Участник Олимпийских игр 2016 в Рио-де-Жанейро.

## Клубная карьера
Банегас начал карьеру в клубе «Марафон». 18 января 2015 года в матче против «Реал Сосьедад Токоа» он дебютировал в чемпионате Гондураса. 1 ноября в поединке против «Виды» Аллан забил свой первый гол за «Марафон».

## Международная карьера
В 2016 году в составе олимпийской сборной Гондураса Банегас принял участие в Олимпийских играх в Рио-де-Жанейро. На турнире он сыграл в матчах против команд Алжира, Португалии, Аргентины, Южной Кореи, Бразилии и Нигерии.